# Nadežda Kondrat'eva
Nadežda Il'inična Kondrat'eva (in russo Надежда Ильинична Кондратьева?; 1947) è un'ex schermitrice sovietica, vincitrice di una medaglia d'oro ed una d'argento ai campionati mondiali di scherma.